# Filip Misolic
Filip Misolic (* 8. August 2001 in Graz) ist ein österreichischer Tennisspieler.

## Karriere
Misolic spielte bis 2019 auf der ITF Junior Tour. Dort konnte er mit Rang 63 seine höchste Notierung in der Jugend-Rangliste erreichen. Er nahm allerdings nicht an vielen Bewerben und an keinem Grand-Slam-Turnier teil.
Bei den Profis spielt Misolic seit Ende 2019. Auf der drittklassigen ITF Future Tour konnte er 2020 sein erstes Finale erreichen. In der folge steigerte Misolic sein Niveau erheblich. Er stand fünf Mal in Future-Endspielen und blieb dabei jedes Mal siegreich. Auf der höherdotierten ATP Challenger Tour konnte er ebenfalls erste Erfolge verzeichnen, indem er in Tulln und Lošinj jeweils das Viertelfinale erreichte und dabei mit Marco Cecchinato erstmals einen Spieler der Top 100 schlug. Das Jahr 2022 begann der Österreicher mit seinem sechsten Future-Titel, ehe er vermehrt Challenger spielte. Der Durchbruch in dieser Serie gelang ihm im Mai in Zagreb, als er aus der Qualifikation heraus acht Matches in Folge und damit auch das Turnier gewann. Durch den Titel stieg er auf sein zwischenzeitliches Karrierehoch von Platz 225, womit er der fünftbeste Österreicher war. Im Sommer 2022 spielt er in der 1. Tennis-Bundesliga für den TK Kurhaus Aachen.
Beim ersten Einsatz auf der ATP Tour, dem 250er-Wettbewerb von Kitzbühel Ende Juli 2022, an dem er dank einer Wildcard teilnehmen konnte, überzeugte er im Achtelfinale durch einen Sieg gegen den Spanier Pablo Andújar mit 6:4 und 6:0. Zuvor hatte er gegen den Brasilianer Daniel Dutra da Silva gewonnen. Im Viertelfinale behielt der Österreicher dann gegen den deutlich höher platzierten Serben Dušan Lajović mit 2:6, 7:6 (7:5) und 6:3 die Oberhand. Das noch am selben Tag ausgetragene Halbfinale gegen Yannick Hanfmann, der zuvor Dominic Thiem besiegt hatte, musste beim Stand von mit 6:2, 2:6 und 6:6 zu Beginn des Tie-Breaks aufgrund von Regen unterbrochen werden. Im dritten Satz hatte Hanfmann mit Doppelbreak geführt, der Deutsche beim Stand von 6:5 auch bereits zum Matchsieg aufgeschlagen. Die Fortsetzung des Tie-Breaks am nächsten Tag sicherte sich allerdings Misolic mit 7:4. Er stand damit bei seinem ersten ATP-Turnier auch gleich im Finale. Sein dortiger Gegner, der Spanier Roberto Bautista Agut, besiegte ihn 2:6, 2:6. Durch den Finaleinzug sprang Misolic in der Weltrangliste um 80 Plätze nach oben und wurde mit Platz 137 erstmals als bester Österreicher gelistet.
Im Februar 2025 konnte Misolic durch den Finaleinzug bei dem Challenger-Turnier auf Teneriffa den ersten Erfolg der Saison verbuchen, verlor aber gegen den Spanier Pablo Carreño Busta in zwei Sätzen. In Prag und Posen gewann er in der ersten Jahreshälfte zwei Challenger-Titel gegen den Niederländer Guy den Ouden sowie Dalibor Svrčina. Bei den French Open erreichte Misolic erstmals die dritte Runde eines Grand-Slam-Turniers. Dort verlor er gegen den Serben Novak Đoković mit 3:6, 4:6, 2:6. In Wimbledon überstand er die Qualifikation, bevor er in der ersten Runde an Jan-Lennard Struff scheiterte. Im schwedischen Båstad zwei Wochen später besiegte er mit Nuno Borges den Setzlistendritten und zog ins Viertelfinale ein, wodurch Misolic zum ersten Mal in die Top 100 einzog.

## Erfolge
| Legende (Anzahl der Siege) |
| Grand Slam                 |
| ATP Finals                 |
| ATP Tour Masters 1000      |
| ATP Tour 500               |
| ATP Tour 250               |
| ATP Challenger Tour (4)    |

### Einzel

#### Turniersiege
| Nr. | Datum          | Turnier              | Belag | Finalgegner       | Ergebnis       |
| --- | -------------- | -------------------- | ----- | ----------------- | -------------- |
| 1.  | 14. Mai 2022   | Zagreb               | Sand  | Mili Poljičak     | 6:3, 7:66      |
| 2.  | 23. April 2023 | Roseto degli Abruzzi | Sand  | Raphaël Collignon | 4:6, 7:5, 7:66 |
| 3.  | 11. Mai 2025   | Prag                 | Sand  | Guy den Ouden     | 6:4, 6:0       |
| 4.  | 21. Juni 2025  | Posen                | Sand  | Dalibor Svrčina   | 6:2, 6:0       |

#### Finalteilnahmen
| Nr. | Datum         | Turnier   | Belag | Finalgegner           | Ergebnis |
| --- | ------------- | --------- | ----- | --------------------- | -------- |
| 1.  | 30. Juli 2022 | Kitzbühel | Sand  | Roberto Bautista Agut | 2:6, 2:6 |